# Lessertinella
Lessertinella là một chi nhện trong họ Linyphiidae.